# Guattari 1
Guattari 1 — это хорошо сохранившийся череп неандертальца, найденный в пещере Гуаттари (Grotta Guattari), рядом с Монте-Чирчео. Находка была сделана командой итальянских палеонтологов, во главе с Альбертом Карлом Бланом (Alberto Carlo Blanc). После проведённого исследования Альберт Блан сделал вывод о том, что повреждения на черепе были сделаны другими людьми, а сам череп является свидетельством ритуального каннибализма среди неандертальцев.
Впоследствии такая интерпретация находки используется в подтверждении распространённости каннибализма среди homo. При этом более современные исследования не рассматривают каннибализм в качестве основного объяснения повреждений на Guattari 1.
Найденный череп неандертальца по состоянию на 2019 год находится в музее Пигорини.

## Результаты исследования А. Блана
На черепе найдено два основных увечья:
1. Сильные удары в правую часть черепа, которые привели к повреждению лобной, височной и скуловой костей. А. Бланк интерпретировал это увечье как свидетельство о насильственной смерти. В пример он приводил черепа жертв охотников за головами, найденных в Калимантане и Меланезии, которые имеют идентичные повреждения в основании черепа.
2. «Аккуратные и симметричные» надрезы периферии большого затылочного отверстия с образованием полукруглого отверстия около 10-12 см в диаметре. Само большое затылочного отверстие было полностью разрушен.
Сергио Серджи заметил сходство между черепом из Гуаттари и черепами с островов Д’Антркасто, которые его отец изучал в конце XIX века, — на них часто встречались искусственные расширения большого затылочного отверстия.
На основании наблюдений Серджи А. Бланк сделал вывод о том, что череп из Гуттари свидетельствует о наличии практики ритуального каннибализма среди неандертальцев. Свой вывод бланк также подкреплял обстоятельствами, при которых череп был найден — череп был найден в отдельном гроте, окружён кругом камней, перевёрнут основанием наверх (Бланк предполагал, что он использовался в качестве чаши), а рядом были найдены кости животных (Бланк интерпретировал это как часть обряда ритуального жертвоприношения).
Как итог, А. Бланк утверждает, что можно «без сомнения говорить об искусственной и намеренной природе увечий на основании черепа».

## Другие исследования Guattari 1
Более современные исследования утверждают, что повреждения черепа не имеют явного антропологического происхождения, — более вероятно, что они были сделаны животными-падальщиками.